# Xisco (football, 1980)
Pour les articles homonymes, voir Muñoz.
Francisco Javier Muñoz Llompart dit Xisco est un ancien footballeur espagnol désormais reconverti comme entraîneur, né le 5 septembre 1980 à Manacor. Son poste de prédilection était attaquant.
Son frère cadet, Toni Muñoz, est également footballeur professionnel.

## Biographie
Xisco a commencé sa carrière professionnelle au Recreativo de Huelva en 2000 où il marque 10 buts en 38 apparitions.
Il change alors plusieurs fois de club et passe de CD Tenerife au Recreativo de Huelva une seconde fois, puis au Valence CF pendant deux ans.
En 2005, il pose ses valises au Betis Séville. Il y perd sa place de titulaire en ne marquant qu'un but lors de sa première saison.
Après une période fructueuse en buts au FC Dinamo Tbilissi il retourne en Espagne, au Gimnàstic Tarragone, où s’achève sa carrière.
Après une courte mais réussie pige dans son ancien club géorgien, il prend la tête de l'équipe anglaise du Watford FC qu’il entraîne entre janvier et octobre 2021.

## Clubs successifs
| Saison  | Club                 | Championnat        |
| ------- | -------------------- | ------------------ |
| 1999-00 | Valence CF B         | 37 matchs, 14 buts |
| 2000-01 | Recreativo de Huelva | 39 matchs, 10 buts |
| 2001-02 | CD Tenerife          | 28 matchs, 1 but   |
| 2002-03 | Recreativo de Huelva | 23 matchs, 6 buts  |
| 2003-04 | Valence CF           | 23 matchs, 1 but   |
| 2004-05 | Valence CF           | 22 matchs, 3 buts  |
| 2005-06 | Betis Séville        | 25 matchs, 1 but   |
| 2006-07 | Betis Séville        | 17 matchs, 3 buts  |
| 2007-08 | Betis Séville        | 22 matchs, 3 buts  |
| 2008-09 | Betis Séville        | 9 matchs, 1 but    |
| 2009-10 | Levante UD           | 28 matchs, 8 buts  |
| 2010-11 | Levante UD           | 8 matchs           |
| 2011-12 | FC Dinamo Tbilissi   |                    |

## Palmarès
- Recreativo de Huelva
  - Finaliste de la Copa del Rey : 2003
- Valence CF
  - Vainqueur du Championnat d'Espagne : 2004
  - Vainqueur de la Coupe de l'UEFA : 2004
  - Vainqueur de la Supercoupe de l'UEFA : 2004
  - Finaliste de la Supercoupe d'Espagne : 2004